# Pulvinaria kuwacola
Pulvinaria kuwacola är en insektsart som beskrevs av Kuwana 1907. Pulvinaria kuwacola ingår i släktet Pulvinaria och familjen skålsköldlöss. Inga underarter finns listade i Catalogue of Life.